# Фусагасуга
Фусагасуга — город и муниципалитет в Колумбии, департамент Кундинамарка.

## История

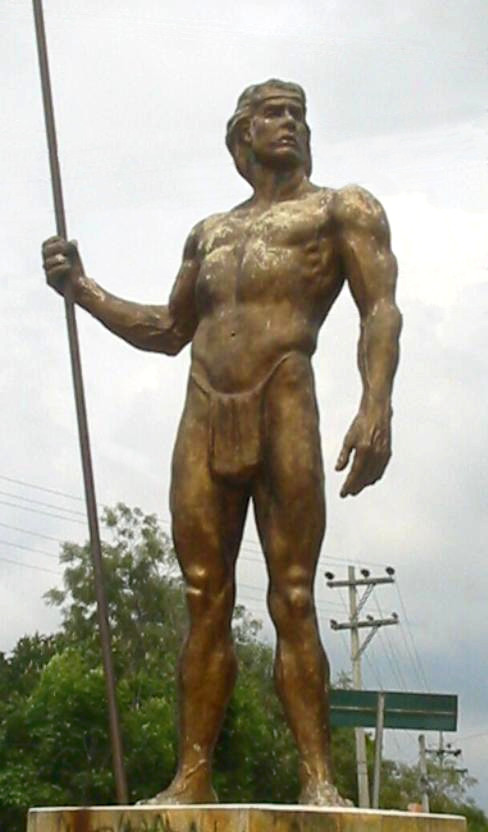
Скульптура индейца у въезда в город

Поселение было основано в 1592 году на месте посёлка народа сутагао.
Статус города присвоен 7 мая 1776 года.

## Экономика
Фусагасуга является региональным агропромышленным центром. В последнее время в городе активно развивается сфера услуг, в частности туризм. Город расположен на панамериканском шоссе, что также способствует его развитию.